# Kanton Aix-en-Provence-Sud-Ouest
Der Kanton Aix-en-Provence-Sud-Ouest war von 1979 bis 2015 ein französischer Wahlkreis im Département Bouches-du-Rhône in der Region Provence-Alpes-Côte d’Azur. Er umfasste drei Gemeinden im Arrondissement Aix-en-Provence; sein Hauptort (frz.: chef-lieu) war Aix-en-Provence. Die landesweiten Änderungen in der Zusammensetzung der Kantone brachten im März 2015 seine Auflösung.

## Gemeinden
| Gemeinde          | Einwohner (Stand: 2022) | Code postal | Code Insee |
| ----------------- | ----------------------- | ----------- | ---------- |
| Aix-en-Provence * | 147.933                 | 13100       | 13001      |
| Éguilles          | 8349                    | 13510       | 13032      |
| Meyreuil          | 6341                    | 13590       | 13060      |

* Teilbereich (Stadtteile Luynes und Les Milles). Die angegebene Einwohnerzahl bei Aix-en-Provence betrifft die zu mehreren Kantonen gehörende Gesamtgröße der Stadt.

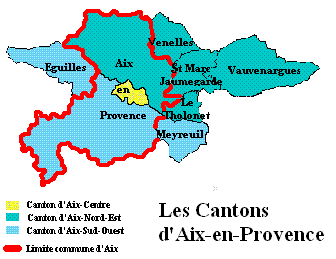
Die Kantone von Aix-en-Provence und Umgebung